# پتوکالی صدر اپازیلا
پتوکالی صدر اپازیلا (به لاتین: Patuakhali Sadar Upazila) یک منطقهٔ مسکونی در بنگلادش است که در ناحیه پتوکالی واقع شده‌است. پتوکالی صدر اپازیلا ۳۶۲٫۶۲ کیلومتر مربع مساحت و ۳۱۶٫۴۶۲ نفر جمعیت دارد.